# Vinícius Moreira de Lima
Vinícius Moreira de Lima, noto semplicemente come Lima (Porto Alegre, 11 giugno 1996), è un calciatore brasiliano, centrocampista della Fluminense.

## Caratteristiche tecniche
È un esterno destro.

## Carriera
È cresciuto nelle giovanili del Grêmio.

## Statistiche

### Presenze e reti nei club
Statistiche aggiornate al 29 maggio 2018.
| Stagione        | Squadra         | Campionato      | Campionato | Campionato | Coppe nazionali | Coppe nazionali | Coppe nazionali | Coppe continentali | Coppe continentali | Coppe continentali | Altre coppe | Altre coppe | Altre coppe | Totale | Totale | Totale |
| Stagione        | Squadra         | Comp            | Pres       | Reti       | Comp            | Pres            | Reti            | Comp               | Pres               | Reti               | Comp        | Pres        | Reti        | Pres   | Reti   |        |
| --------------- | --------------- | --------------- | ---------- | ---------- | --------------- | --------------- | --------------- | ------------------ | ------------------ | ------------------ | ----------- | ----------- | ----------- | ------ | ------ | ------ |
| 2015-2016       | Maiorca B       | TD              | 14         | 2          |                 | -               | -               |                    | -                  | -                  |             | -           | -           | 14     | 2      |        |
| 2016            | Grêmio          | PD/RS+A         | 0          | 0          | CB              | 0               | 0               |                    | -                  | -                  |             | -           | -           | 0      | 0      |        |
| 2017            | Grêmio          | PD/RS+A         | 0+2        | 0          | CB              | 0               | 0               |                    | -                  | -                  | PL          | 1           | 0           | 3      | 0      |        |
| 2017            | Ceará           | PD/CE+A         | 0+22       | 5          | CB              | 0               | 0               |                    | -                  | -                  |             | -           | -           | 22     | 5      |        |
| 2018            | Grêmio          | PD/RS+A         | 7+4        | 0          | CB              | 1               | 0               | RS+CL              | 2+2                | 0                  |             | -           | -           | 16     | 0      |        |
| Totale carriera | Totale carriera | Totale carriera | 49         | 7          |                 | 1               | 0               |                    | 4                  | 0                  |             | 1           | 0           | 55     | 7      |        |

## Palmarès

### Club

#### Competizioni statali
- Copa do Nordeste: 1

Ceará: 2020

#### Competizioni internazionali
- Coppa Libertadores: 1

Fluminense: 2023
- Recopa Sudamericana: 1

Fluminense: 2024